# Fatty og Mabel i Havsnød
Fatty og Mabel i Havsnød er en amerikansk stumfilm fra 1916 af Roscoe "Fatty" Arbuckle.

## Medvirkende
- Roscoe 'Fatty' Arbuckle som Fatty
- Mabel Normand som Mabel
- Al St. John
- Joe Bordeaux
- Jimmy Bryant